# Kris Kristofferson
Kris Kristofferson (Brownsville, 22 de junho de 1936 – Maui, 28 de setembro de 2024) foi um cantor, compositor e ator estadunidense. Teve como parceiros musicais vários artistas country famosos na capital estadunidense desse gênero musical: Johnny Cash, Shel Silverstein e Fred Foster, dentre outros.

## Início da vida

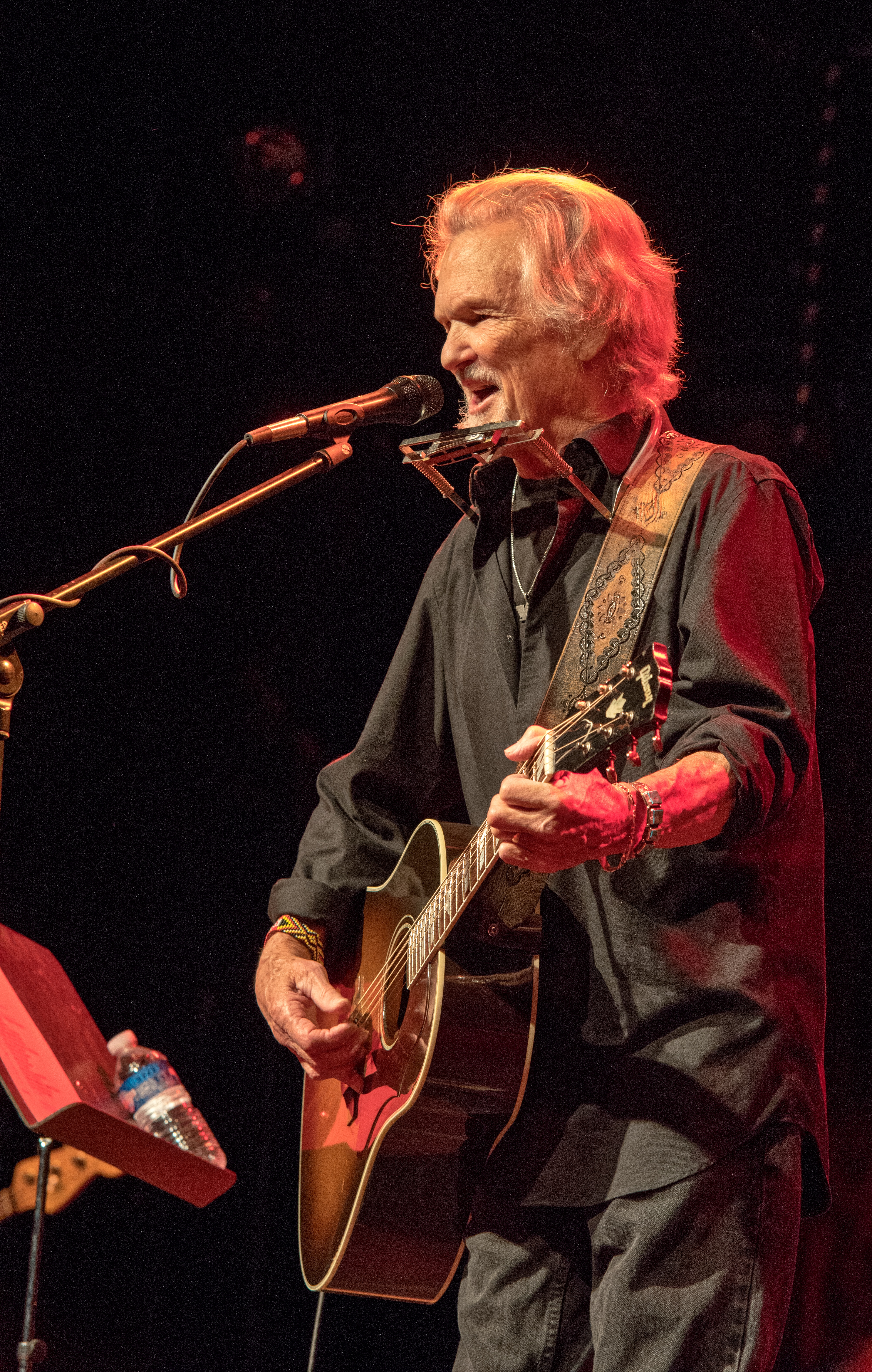
Kris Kristofferson. Zelt-Musik-Festival em 2017 Freiburg, Alemanha

O pai de Kris era general da Força Aérea e fazia com que sua família viajasse bastante. Depois de muitas mudanças, ele se estabilizou em San Mateo, Califórnia, onde Kris se formou no San Mateo High School. Kristofferson ganhou notoriedade quando apareceu em uma matéria da revista Sports Illustrated ("Faces In The Crowd"), na época em que se destacava como atleta universitário. Ele desejava escrever e entrou na Universidade Oxford (Merton College, Oxford). Na Inglaterra ele escreveu suas primeiras canções, trabalhando com o empresário Larry Parnes. Ele gravou para a Top Rank Records com o nome de Kris Carson, mas não conseguiu sucesso.
Em 1960, Kristofferson graduou-se em literatura inglesa e se casou com Fran Beer.
Kristofferson se alistou no exército e foi piloto de helicópteros, chegando a capitão. Durante essa época, ele serviu na Alemanha. Depois ele foi professor de literatura em West Point, por volta de 1965. Ele enviou algumas composições para Marijohn Wilkin, fazendo sucesso em Nashville, Tennessee.

## Carreira musical
Se profissionalizando como compositor, ele se mudou para Nashville, onde enfrentou dificuldades financeiras em função do problema de saúde de seu filho. Acabou se divorciando de sua esposa. Na Columbia Studios encontrou Johnny Cash, que não quis gravar suas canções. Também trabalhava nessa época na gravadora Bob Dylan, mas os dois não se encontraram. Para ganhar um dinheiro extra, ele fez um comercial no qual pilotava um helicóptero. Em 1966, Kristofferson obteve sucesso com a canção "Viet Nam Blues". Assinou com a Epic Records e gravou a canção "Golden Idol"/"Killing Time", que não teve êxito. Depois de compor várias canções, ele obteve sucesso como cantor realizando um dueto com Johnny Cash no Newport Folk Festival.
Depois de mudar para a Monument Records, Kris ganhou o prêmio de canção do ano de 1970 da Academy of Country Musics por "For the Good Times" (Ray Price) e o prêmio da Country Music Association com "Sunday Morning Coming Down" (Johnny Cash). Foi a única vez que um artista ganhou os dois prêmios em um único ano, com canções diferentes.
Em 1970, Kris namorou com Janis Joplin, que gravou o hit "Me and Bobby McGee", composta por Kristofferson e Foster. Ainda neste ano Kris gravou o álbum The Silver Tongued Devil and I, que foi um sucesso e estabilizou a carreira musical. Em 1972, Kris estreiaria no cinema no filme The Last Movie (dirigido por Dennis Hopper). Kris continuou ganhando prêmios como diversos Grammies e obteria sucesso com a canção "Why Me", de seu terceiro álbum Jesus Was a Capricorn. Se casou com Rita Coolidge em 1973 e com ela gravou Full Moon, outro sucesso. Os dois se divorciariam em 1980. Depois ele se casaria com Lisa Meyers. Na década de 1980, ele formaria um grupo com os astros musicais Willie Nelson, Waylon Jennings e Johnny Cash, chamado The Highwaymen. Kris entrou para o Hall of Fame dos compositores musicais em 1985. E no Nashville Songwriters Hall of Fame em 1977.

## Carreira como ator
Depois de 1972 Kris se dedicou mais à sua carreira de ator. Apareceu em Blume in Love (dirigido por Paul Mazursky) e estrelou Pat Garrett and Billy the Kid (de Sam Peckinpah). 
Ficando amigo de Peckinpah, que passava por dificuldades, ele aceitou aparecer em seu filme Bring Me the Head of Alfredo Garcia e estrelar Convoy. Também teve destaque no filme de Scorsese, Alice Doesn't Live Here Anymore. Outros filmes foram Vigilante Force, The Sailor Who Fell from Grace (baseado em obra de Yukio Mishima) e uma nova versão de A Star Is Born (com Barbra Streisand). 
Na década de 1980 atuou na série Amerika. Depois de um intervalo na carreira após o fracasso de Heaven's Gate, voltou a chamar a atenção com Lone Star (1996). Kris participou de três filmes da série Blade e também no remake de Planet of the Apes, dentre outros.

## Morte
Kristofferson morreu em 28 de setembro de 2024, aos 88 anos, em Maui.

## Filmografia
- 2011 - The Greening of Whitney Brown
- 2011 - Bloodworth
- 2009 - He's Just Not That Into You
- 2007 - I'm Not There (narrador)
- 2006 - Fast Food Nation
- 2006 - Disappearances
- 2005 - Wendell Baker story, The
- 2005 - Dreamer: Inspired by a true story
- 2005 - Camisa de Força (The Jacket)
- 2004 - Silver City
- 2004 - Blade: Trinity
- 2003 - Where the red fern grows
- 2002 - Blade 2
- 2002 - D-Tox
- 2001 - Wooly boys
- 2001 - Chelsea Walls
- 2001 - Planeta dos Macacos
- 2000 - Comanche
- 1999 - Joyriders, The
- 1999 - Limbo
- 1999 - Molokai: The story of father Damien
- 1999 - O Troco
- 1998 - The land before time VI: The secret of Saurus Rock
- 1998 - Two for Texas (TV)
- 1998 - A soldier's daughter never cries
- 1998 - No Ritmo da Dança
- 1998 - Blade
- 1998 - Girls' night
- 1997 - Ameaça subterrânea
- 1996 - Lone star - A estrela solitária
- 1995 - Inimigos pelo destino
- 1993 - Trapaças do coração
- 1993 - A exterminadora
- 1993 - Sem refúgio
- 1992 - Justiça final
- 1990 - Perfume de ciclone
- 1990 - Sandino
- 1989 - Regresso do Vietnã
- 1989 - Millenium - Guardiões do futuro
- 1988 - Pee-Wee - Meu filme circense
- 1985 - Vidas em conflito
- 1984 - Por trás de um assassinato
- 1984 - Escrevendo músicas
- 1981 - Amantes e finanças
- 1980 - Heaven's gate
- 1978 - Comboio
- 1977 - Semi-tough
- 1976 - A Star Is Born (1976)
- 1976 - Vigilante force
- 1976 - O marinheiro que caiu em desgraça com o mar
- 1974 - Alice não mora mais aqui
- 1974 - Bring Me the Head of Alfredo Garcia
- 1973 - Blume in love
- 1973 - Gospel road: A story of Jesus
- 1973 - Pat Garrett & Billy the Kid
- 1972 - Cisco Pike
- 1971 - Last movie, The

## Prêmios
- Indicação ao Óscar de Melhor Canção Original, por "Escrevendo Músicas" (1984).
- Agraciado com o Globo de Ouro de melhor ator em comédia ou musical por A Star is Born em 1977.[2]
- Indicação ao BAFTA de Melhor Revelação Masculina, por "Pat Garrett e Billy the Kid" (1973).
- Indicação ao Framboesa de Ouro de Pior Ator, por "Heaven's Gate" (1980).